# Verein für hallische Stadtgeschichte
Der Verein für hallische Stadtgeschichte e.V. ist ein 2001 gegründeter Zusammenschluss mit dem Ziel der Erforschung der Stadtgeschichte von Halle (Saale).
2008 rief der Verein die Tage der hallischen Stadtgeschichte ins Leben. Mit wissenschaftlichen Referaten und Diskussionen sind sie jährlich einem zentralen Thema von lokal- und regionalgeschichtlichem bzw. landeskundlichem Interesse gewidmet.
Der Verein gibt das Jahrbuch für hallische Stadtgeschichte heraus. Er veranstaltet jährlich mehrere Vortragsreihen, Einzelvorträge und Themenabende zu wechselnden Themen der Stadtgeschichte. Vorsitzender ist Holger Zaunstöck.